# Eligiusz Drgas
Eligiusz Drgas (ur. 1925, zm. 14 stycznia 2005) – polski prawnik, docent nauk prawnych, nauczyciel akademicki Uniwersytetu Mikołaja Kopernika w Toruniu, w latach 1986–1987 dziekan Wydziału Prawa i Administracji UMK, specjalista w zakresie prawa finansowego.

## Życiorys
W 1950 ukończył studia na Wydziale Prawa Uniwersytetu Mikołaja Kopernika w Toruniu. Był uczniem Zbigniewa Jaśkiewicza. W 1961 podjął pracę w Katedrze Prawa Finansowego na macierzystym wydziale. Uzyskał stopień naukowy doktora nauk prawnych. W 1970 został mianowany na stanowisko docenta i objął, po odejściu na Uniwersytet Gdański przez prof. Z. Jaśkiewicza, funkcję kierownika Katedry Prawa Finansowego UMK
W latach 1986–1987 był dziekanem Wydziału Prawa i Administracji Uniwersytetu Mikołaja Kopernika w Toruniu.
Na emeryturę przeszedł w 1991.
Uhonorowano go publikacją: Księga pamiątkowa ku czci docenta Eligiusza Drgasa. Studia z zakresu ordynacji podatkowej, Towarzystwo Naukowe Organizacji i Kierownictwa „Dom Organizatora”, Toruń 1998 ISBN 83-87673-34-X.

## Wybrane publikacje
- Zarys prawa finansowego (red. nauk., 1986)
- Finanse i prawo finansowe (współautory: Jan Głuchowski, Henryk Reniger, 1977)
- Finanse i prawo finansowe (współautor: Jan Głuchowski, 1973)[1]